# Айгер, Роберт
Роберт Аллен (Боб) Айгер (англ. Robert Allen «Bob» Iger, род. 10 февраля 1951) — американский предприниматель, президент и председатель совета директоров компании The Walt Disney Company.

## Биография
Родился в 1951 году в еврейской семье на Лонг-Айленде. Его отец был исполнительным вице-президентом и генеральным менеджером в Greenvale Marketing Corporation, а мать работала в Бордмэнской неполной средней школе в Ошенсайде, Нью-Йорк. Окончив Итакский колледж, Роберт начал работать в качестве ведущего прогноза погоды на местном телевидении. В 1974 году он устроился на работу в American Broadcasting Company, с 1993 по 1994 год был президентом ABC Network Television Group, а затем работал в должности главного исполнительного директора в Capital Cities/ABC. Последняя в 1996 году была куплена компанией Disney, после чего получила название ABC, Inc. Айгер оставался на должности её президента вплоть до 1999 года.
В начале 1999 г. Айгер был назначен президентом Walt Disney International, отвечающей за представление интересов компании Disney за рубежом. В 2000 году он получил пост главного операционного директора The Walt Disney Company, а также стал членом совета директоров. Айгер по-прежнему играл заметную роль в компании ABC, а также продолжал отвечать за международную деятельность Disney. В частности, он занимался проблемой нелегального распространения продукции компании, а также искал возможности для открытия новых тематических парков Диснея в странах Азии.
Будучи президентом и COO, Айгер тесно сотрудничал с CEO компании Майклом Айснером. После тогокак Айснер в 2004 году объявил о своем уходе, Роберт Айгер был назначен его преемником и занял новую должность в 2005 году. Пост главного исполнительного директора он занимает по сей день. В роли президента Айгер сосредоточился на развитии развлекательного сегмента компании, международной экспансии, а также на развитии инноваций. Также в 2006 году при нём Диснеем была приобретена компания Pixar. С 2011 года является членом совета директоров компании Apple.
В 2006 и 2007 гг. Айгер был включён в топ-25 самых влиятельных людей в бизнесе изданием Fortune. В 2009 году в журнале Forbes он стал одним из «Top Gun CEOs», а в 2014 году издание Chief Executive назвало его «CEO года». В 2019 году журнал Time назвал предпринимателя CEO года. В ноябре 2022 года Айгер вновь встал на пост директора комнании The Walt Disney Company.

## Личная жизнь
Айгер был дважды женат. От первого брака с Кэтлин Сьюзен он имеет двух детей. С 1995 года по настоящее время состоит в браке с Уиллоу Бэй. У семейной пары также двое детей.